# 1381
1381 (MCCCLXXXI) var ett normalår som började en tisdag i den julianska kalendern.

## Händelser

### Mars
- 31 mars – Fred sluts mellan svenskarna och skåningarna i Skänninge, varvid den svenska inblandningen i det danska tronföljdskriget avslutas.

### Okänt datum
- I Kina har lijia-folkräkningsregistreringssystemet som infleddes 1371 allmänt infört under Hongwukejsaren. Befolkningen uppskattas till 59 873 305 personer. Detta innebär en stor minskning sedan Songdynastin, då befolkningen uppskattades till 100 vid toppen under tidigt 110-tal. Historikern Timothy Brook klassade i sin The Confusions of Pleasure: Commerce and Culture in Ming China Mingfolkräkningen som felaktig, då Kina redan under sent 1300-tal hade minst 65 000 000 invånare, inte 75 000 000.[1]
- Det nuvarande skrinet för heliga Birgittas kvarlevor tas i bruk. Det innehåller dock ben från flera individer.

## Födda
- Anna av Celje, drottning av Polen.
- Maria av Lusignan, drottning av Neapel.

## Avlidna
- 24 mars – Katarina av Vadstena, svensk birgittinernunna och jungfru, saligförklarad.
- John Ball, engelsk bondeledare (avrättad).
- Wat Tyler, engelsk upprorsledare (mördad).

### Fotnoter
1. ↑  Brook, Timothy (1998). The Confusions of Pleasure: Commerce and Culture in Ming China. Berkeley: University of California Press. ISBN 978-0-520-22154-3